# Psychoda mediocris
Psychoda mediocris är en tvåvingeart som beskrevs av Quate 1959. Psychoda mediocris ingår i släktet Psychoda och familjen fjärilsmyggor. Inga underarter finns listade i Catalogue of Life.